# Desaparición de Crystal Rogers
Crystal Maria Rogers es una mujer americana de Bardstown, Kentucky, que desapareció el 3 de julio de 2015. En el momento de su desaparición, la mujer, de 35 años y madre de cinco hijos, vivía con su novio, Brooks Houck, su hijo de dos años y sus otros hijos. Houck fue la última persona que la vio y dijo que "estaba jugando con su teléfono" en su casa cuando él se fue a la cama. Cuando él se despertó a la mañana siguiente ella ya se había ido y su coche no estaba en la entrada.
Su familia comenzó a preocuparse después de que los múltiples intentos de contactar con ella ese día fracasaran. Dos días después, el 5 de julio, el Chevrolet 2007 de Crystal fue encontrado estacionado con una rueda pinchada en el marcador de la milla 14 del Bluegrass Parkway. Las llaves aún estaban en el encendido y su bolso y su teléfono celular también fueron encontrados dentro. Fue oficialmente reportada como desaparecida por su madre, Sherry Ballard, el mismo día.

## Sospechosos
Al principio del caso, la familia Ballard fue muy clara en sus sospechas de que Brooks Houck estaba involucrado en la desaparición de Crystal. En una entrevista, la hermana de Crystal dijo: "Brooks no se ha ofrecido ni una sola vez para buscar, o ayudar, o hacer algo por la familia". El 8 de julio, Houck fue interrogado por la Oficina del Sheriff del Condado de Nelson. Nick Houck, el hermano de Brooks y oficial de la policía de Bardstown, llamó a mitad de la entrevista y le dijo que no hablara con la policía. Al día siguiente, Nick fue llamado a declarar ante un gran jurado, lo que llevó a la policía a sospechar que él también estaba involucrado en la desaparición. En ese momento Nick dejó de cooperar con la Oficina del Sheriff; sin embargo, aceptó someterse a una prueba de polígrafo después de ser entrevistado por la Policía Estatal de Kentucky. Nick finalmente se sometió a la prueba del polígrafo el 20 de julio, después de ser contactado por el FBI. El examinador expresó su "grave preocupación" por los resultados al jefe de la policía de Bardstown, McCubbin. El 16 de octubre de 2015, Nick fue despedido del Departamento de Policía de Bardstown y Brooks fue considerado oficialmente sospechoso en el caso.

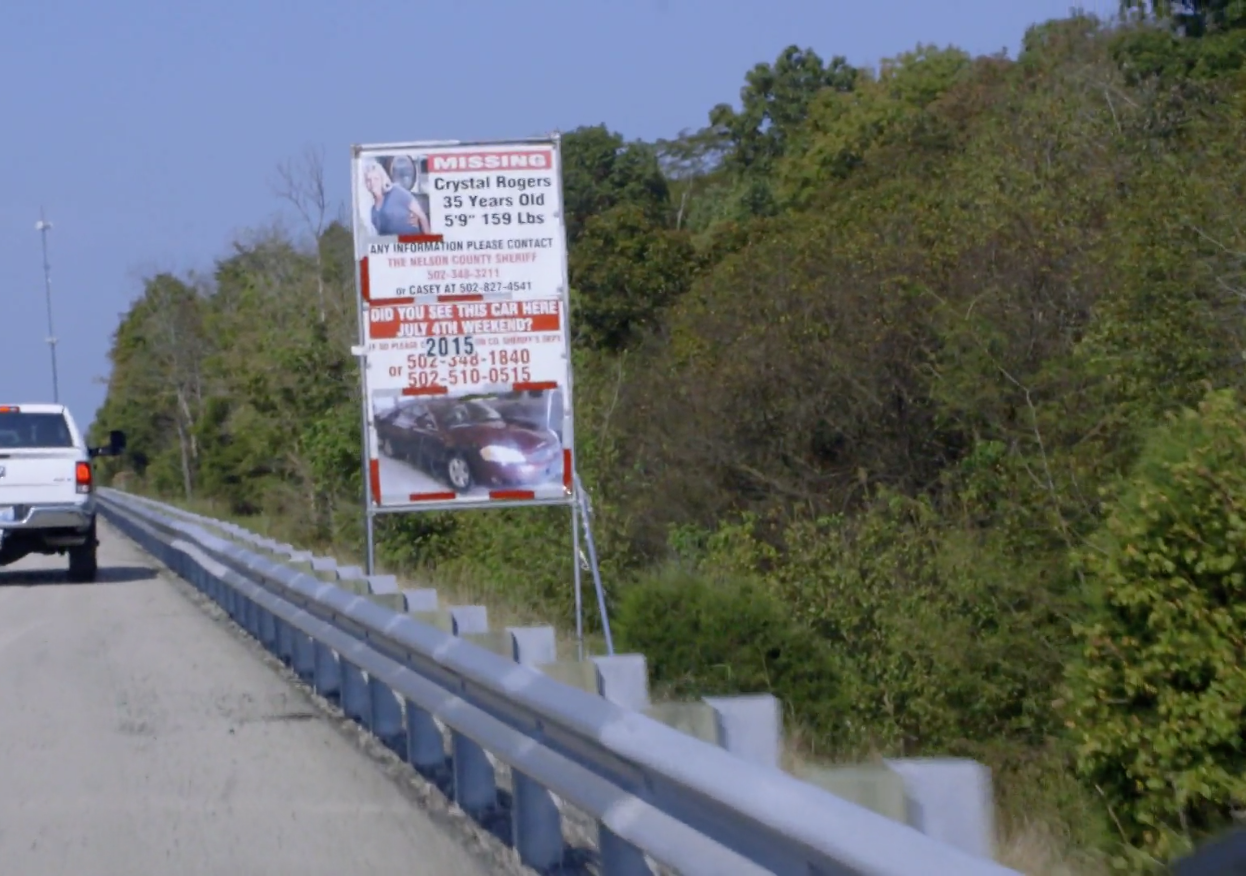
Cartel en Bluegrass Parkway con información sobre la desaparición de Crystal, cerca de donde se encontró su automóvil abandonado.

Un Buick blanco se convirtió en una prueba importante cuando un investigador privado encontró que estuvo estacionado en la granja de los Houck la noche que Rogers desapareció. La abuela de los hermanos Houck, Anna Whitesides, poseía un Buick blanco pero lo vendió varias semanas después de que Rogers desapareciera. Las autoridades emitieron una citación para que la abuela de 82 años testificase ante un gran jurado. La citación establecía que el auto pudo haber sido usado para deshacerse de un cuerpo, limpiado y vendido en un intento de evitar que se descubriera la prueba. Whitesides se negó a testificar frente al gran jurado. El abogado Jason Floyd dijo que su declaración a la policía y la información del comprador del coche era suficiente. Un juez decidió más tarde mantener como confidenciales todos los futuros procedimientos que involucrasen a Whitesides. En agosto de 2016, la policía registró las residencias de Whitesides y de Nick Houck en busca de ADN.
A pesar de las múltiples búsquedas y de la recompensa de 100.000 dólares ofrecida por cualquier información, Rogers sigue desaparecida. Ramón Pineiroa, el nuevo sheriff del condado de Nelson nombrado en 2019, ha declarado su compromiso de resolver el caso. En una entrevista, Pineiroa dijo que la agencia tiene una idea clara de lo que le pasó a Rogers, y su misión es encontrar suficientes hechos y pruebas para realizar un arresto.

### Asesinato de Tommy Ballard
El padre de Crystal Roger, Tommy Ballard, se fue de caza a la propiedad privada de los Ballard con su nieto de 12 años la mañana del 19 de noviembre de 2016. En algún momento el hombre de 54 años se quedó solo en el campo, mientras su nieto regresó al automóvil a por algo que habían olvidado. Fue entonces que Tommy fue tiroteado, y murió por un único disparo al pecho. La policía descartó un posible suicidio, ya que el arma de Tommy nunca fue disparada.